# Cait O’Riordan
Caitlin „Cait“ O’Riordan (* 4. Januar 1965 in Lagos, Nigeria) ist eine englische Musikerin. Sie war von 1983 bis 1986 Bassistin der englisch-irischen Folk-Punk-Band The Pogues. 

## Leben
Cait O’Riordans aus Irland und Schottland stammende Eltern verließen Nigeria 1967, als dort der Biafra-Krieg ausbrach. Im Alter von 14 Jahren hörte sie den Nips-Titel Gabrielle im Radio und beschloss, im Londoner Geschäft Rocks Off Records die Schallplatte zu kaufen. Sie traf Sänger Shane MacGowan, der in dem Laden als Verkäufer arbeitete. 1982 fragte er sie, ob sie sich seiner Band Pogue Mahone anschließen würde. Der Gruppe fehlte zu diesem Zeitpunkt ein Bassist, und O’Riordan besaß eine Bassgitarre. Dass sie das Instrument nicht beherrschte, störte MacGowan nicht weiter. Sie spielte auf den beiden ersten Alben der Band Red Roses for Me und Rum, Sodomy & the Lash (Gesang in I’m A Man You Don’t Meet Every Day) und auf dem Soundtrack zu Alex Cox’ Film Sid und Nancy.
Das Lied mit dem größten kommerziellen Erfolg der Pogues, Fairytale of New York auf dem Album If I Should Fall from Grace with God, war ursprünglich als Duett zwischen MacGowan und O’Riordan gedacht, wurde aber nach ihrem Ausscheiden aus der Band mit Kirsty MacColl als Sängerin aufgenommen.
Cait O’Riordan verließ die Band 1986 und begann eine Beziehung zum Songwriter Elvis Costello. 2002 trennte sich Costello von ihr.
O’Riordan spielte zwischenzeitlich Bass in der Band The Radiators from Space des Ex-Pogues-Gitarristen Philip Chevron. Sie war 2004 auch bei den Reunion-Konzerten in Großbritannien dabei. 
Im April 2023 wurde O’Riordan Bassistin der Bush Tetras.